# Petrodromus tetradactylus
Petrodromus tetradactylus là một loài động vật có vú trong họ Macroscelididae, bộ Macroscelidea. Loài này được Peters mô tả năm 1846.

## Phân loài
- P. t. tetradactylus
- P. t. beirae
- P. t. rovumae
- P. t. schwanni
- P. t. sultani
- P. t. swynnertoni
- P. t. tordayi
- P. t. warreni
- P. t. zanzibaricus